# Evelyn Boyd Granville
Pour les articles homonymes, voir Boyd et Granville (homonymie).
Evelyn Boyd Granville, née le 1er mai 1924 à Washington et morte le 27 juin 2023 à Silver Spring (Maryland), est une mathématicienne afro-américaine, la deuxième femme afro-américaine à obtenir un doctorat en mathématiques en 1949, après Euphemia Haynes.

## Formation
Evelyn Boyd est née à Washington D.C. ; son père vit de petits emplois en raison de la Grande Dépression et les parents se sont séparés alors que Boyd est enfant. Boyd et sa sœur plus âgée sont élevées par leur mère et leur tante, qui travaillent toutes deux au Bureau of Engraving and Printing. Elle est valedictorian à la Dunbar High School de Washington, qui pratiquait à l'époque la ségrégation raciale mais était une école académiquement compétitive pour les étudiants noirs à Washington,.
Grâce au soutien financier de sa tante, et plus tard,une bourse partielle de la société Phi Delta Kappa, Boyd entre au Smith College à l'automne 1941. Elle est majore de sa promotion en mathématiques et en physique, mais a développé aussi un intérêt pour l'astronomie. Elle est élue à Phi Beta Kappa et à Sigma Xi et elle est diplômée summa cum laude en 1945. Encouragée par une bourse de la Smith Student Aid Society du Smith College, elle poursuit ses études en mathématiques et elle est acceptée à la fois par l'Université Yale et l'Université du Michigan; elle choisit Yale pour l'aide financière qu'elle offre. Elle y étudie l'analyse fonctionnelle sous la supervision d'Einar Hille, et obtient son doctorat en 1949. Sa thèse est intitulée On Laguerre Series in the Complex Domain,,.

## Carrière
En 1950, elle accepte un poste d'enseignement à l'Université Fisk, qui accueille les étudiants noirs de Nashville. Deux de ses étudiantes, Vivienne Malone-Mayes et Etta Zuber Falconer, ont également obtenu à leur tour un doctorat en mathématiques. Mais en 1952 elle quitte la carrière universitaire et retourne à Washington pour un poste aux Laboratoires Harry Diamond (en). Au bout de quatre années elle part travailler pour IBM en tant que programmeuse informatique. Elle quitte ensuite Washington pour New York en 1957.
Elle épouse le révérend Gamaliel Mansfield Collins en 1960 et ils partent ensemble pour Los Angeles, où elle travaille pour les laboratoires de l'U.S. Space Technology, puis en 1962 pour la North American Aviation Space and Information Systems Division. Elle y travaille sur divers projets dans le cadre du programme Apollo, dont la mécanique céleste, les calculs de trajectoire et les « techniques de calcul numérique ». En 1967, ils divorcent,.
Forcée de partir à cause d'une restructuration chez IBM, elle accepte un poste à l'Université d'État de Californie à Los Angeles (CSULA) en 1967 comme professeure de mathématiques. Elle épouse Edward V. Granville, agent immobilier, en 1970. Après sa retraite de la CSULA en 1984 elle enseigne au Texas College (en) à Tyler durant quatre ans, puis en 1990 elle rejoint la faculté de l'Université du Texas à Tyler (en) comme professeure « Sam A. Lindsey » de mathématiques. Elle y développe des programmes de renforcement en mathématiques pour l'école élémentaire. Après 1967, Granville est restée impliquée dans l'éducation des femmes dans le domaine des technologies,.

## Prix et distinctions
En 1989, elle reçoit un doctorat honoris causa du Smith College, le premier décerné par une institution américaine à une mathématicienne afro-américaine,,. En 2006 elle reçoit un diplôme honorifique du Spelman College (en).
Elle a été titulaire de la Chaire « Sam A. Lindsey » de l'Université du Texas à Tyler (1990-1991).
En 1999, l'Académie nationale des sciences américaine l'intronise dans sa Collection de Portraits d'Afro-Américains en Science.

## Publications
- On language series in the complex domain, 1949.
- Theory and applications of mathematics for teachers